# Oötheek
Een oötheek, (wetenschappelijk: oötheca), is een eicapsule van bepaalde insecten. De term oötheek betekent letterlijk vertaald eierkast. Insecten die de eieren in een beschermende capsule afzetten zijn rechtvleugeligen (sprinkhanen en krekels), bidsprinkhanen en kakkerlakken. Afhankelijk van de groep en soort zitten er tussen de enige tientallen en enkele honderden eitjes per oötheek. 

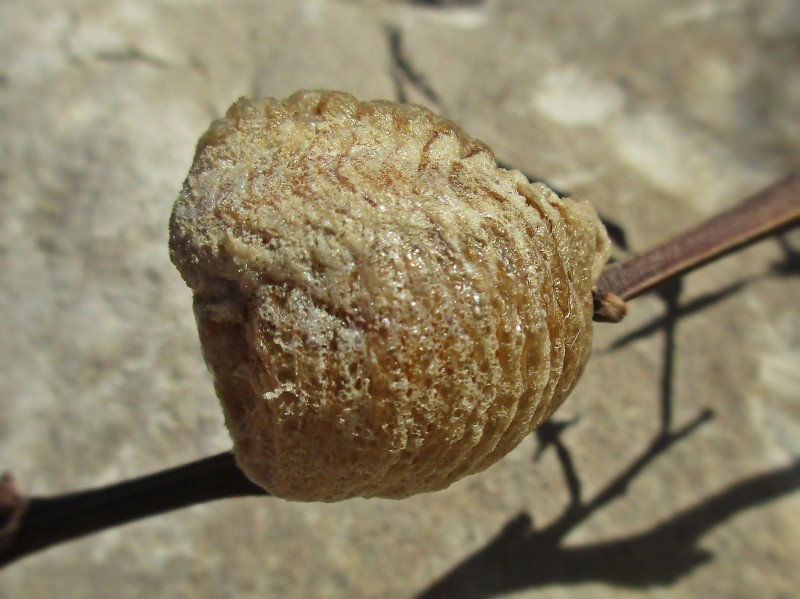
Oötheek van Sphodromantis viridis
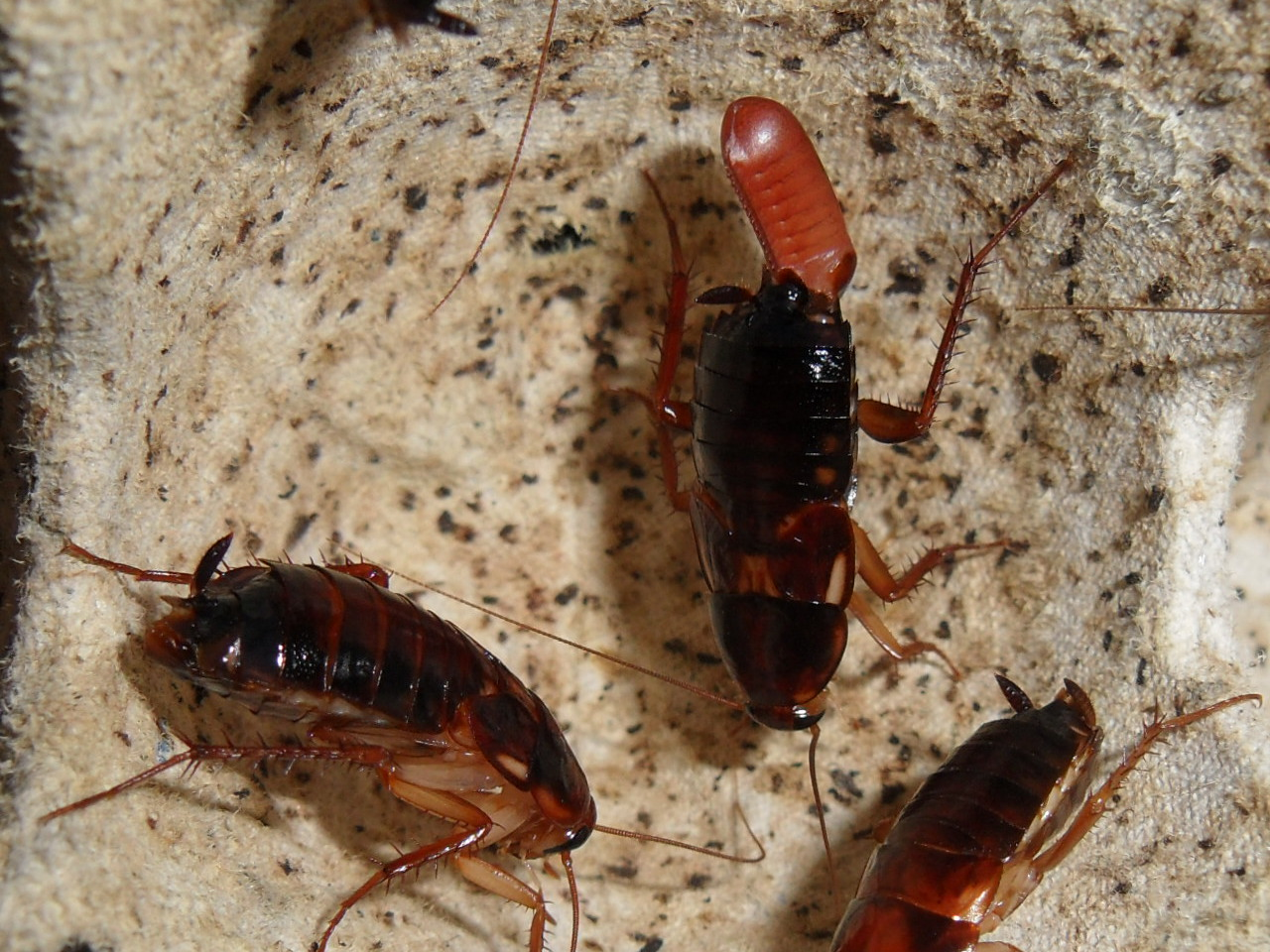
Oötheek van Blatta lateralis